# Friends FC
Der Friends Football Club ist ein namibischer Fußballverein aus Rehoboth.
Er spielte in den Saisons  2002/03, 2003/04, 2004/05 (14. Platz, Abstiegsrang) und 2006/07 (Absteiger als 11.) erstklassig und anschließend vier Saisons bis zum weiteren Abstieg in der Saison 2010/11 zweitklassig in der Namibia First Division (Süden).
2024 spielte der Friends FC weiterhin in der drittklassigen Namibia Second Division in der Region Hardap. Das Team qualifizierte sich für die Vorrunde im NFA-Cup 2024, dem namibischen Pokalwettbewerb. Bereits 2011 nahm das Team an diesem teil. In der 2024/25 der zweiten Liga wurde der Club fünfter.
Bekanntester Spieler aus den Jugendjahren ist der ehemalige namibische Nationalspieler Brian Brendell.